# Kostel svatého Michaela archanděla (Brno)
Kostel svatého Michaela archanděla v Brně je římskokatolický farní kostel s přilehlým dominikánským klášterem. Původně gotický, v 17. století barokně přestavěný chrám se nachází na Dominikánském náměstí vedle Nové radnice v brněnské městské části Brno-střed. Od roku 1964 je chráněn jako kulturní památka.

## Historie

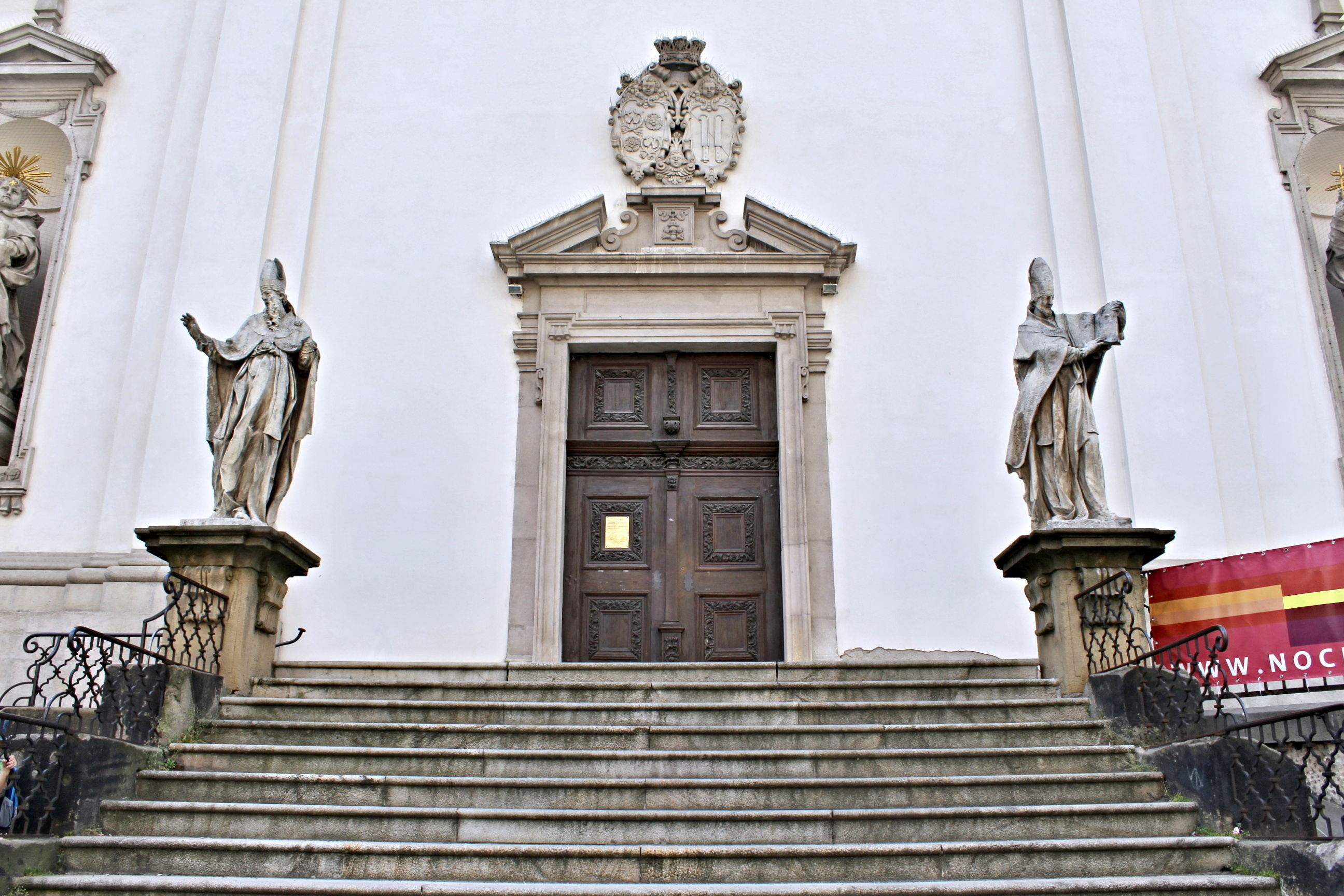
Hlavní vstup do chrámu s erby stavitelů kostela, hraběte Lva Viléma z Kounic a jeho manželky Marie Eleonory z Ditrichštejna.

Základ kostela byl položen již ve 13. století. Kolem roku 1228 daroval moravský markrabě Přemysl kostelík zasvěcený archandělu Michaelovi s jeho okolím řádu dominikánů pro zbudování kláštera. Dějiny kostela jsou tak po následující staletí spojeny s dominikánským klášterem, v jehož prostorách mimo jiné zasedal moravský zemský sněm. Kostel také sloužil během zasedání moravských stavů a stal se tak moravským zemským chrámem.
Během obléhání Brna v roce 1645 švédskými vojsky byl zničen. Nynější barokní podobu mu dal v druhé polovině 17. století (1658–1679) brněnský stavitel Jan Křtitel Erna. Nad nevelkým vstupním portálem je kamenný spojený erb stavitelů kostela, hraběte Lva Viléma z Kounic a jeho manželky Marie Eleonory z Ditrichštejna.
Dominantou chrámu jsou dvě symetrické 60 metrů vysoké věže po stranách průčelí, které byly dostavěny později, kolem roku 1740. Věže byly opatřeny čtyřmi zvony. Do dnešního dne se zachovaly pouze dva původní zvony: svatá Barbora z počátku 16. století vážící 14 centů je z původního kostela. Druhý zvon "ke cti Boha všemohoucího a k poctě Panny Marie, Královny arcibratrstva svatého růžence" má taktéž 14 centů. Byl odlit roku 1667 v dílně mistra Streckfuse.
V roce 1785 byla na základě náboženských reforem císaře Josefa II. ukončena činnost zdejšího dominikánského konventu.

## Současnost
V současnosti je kostel přístupný při pravidelných bohoslužbách (v úterý, čtvrtek a v sobotu ve 20h, v neděli pak v 10.30 a 18.30), v kostele se každou neděli v 15 00 hod. slouží Tridentská mše. Správu kostela zajišťuje Římskokatolická duchovní správa u kostela sv. Michala, rektorem kostela je Pavel Kafka.

## Archanděl Michael

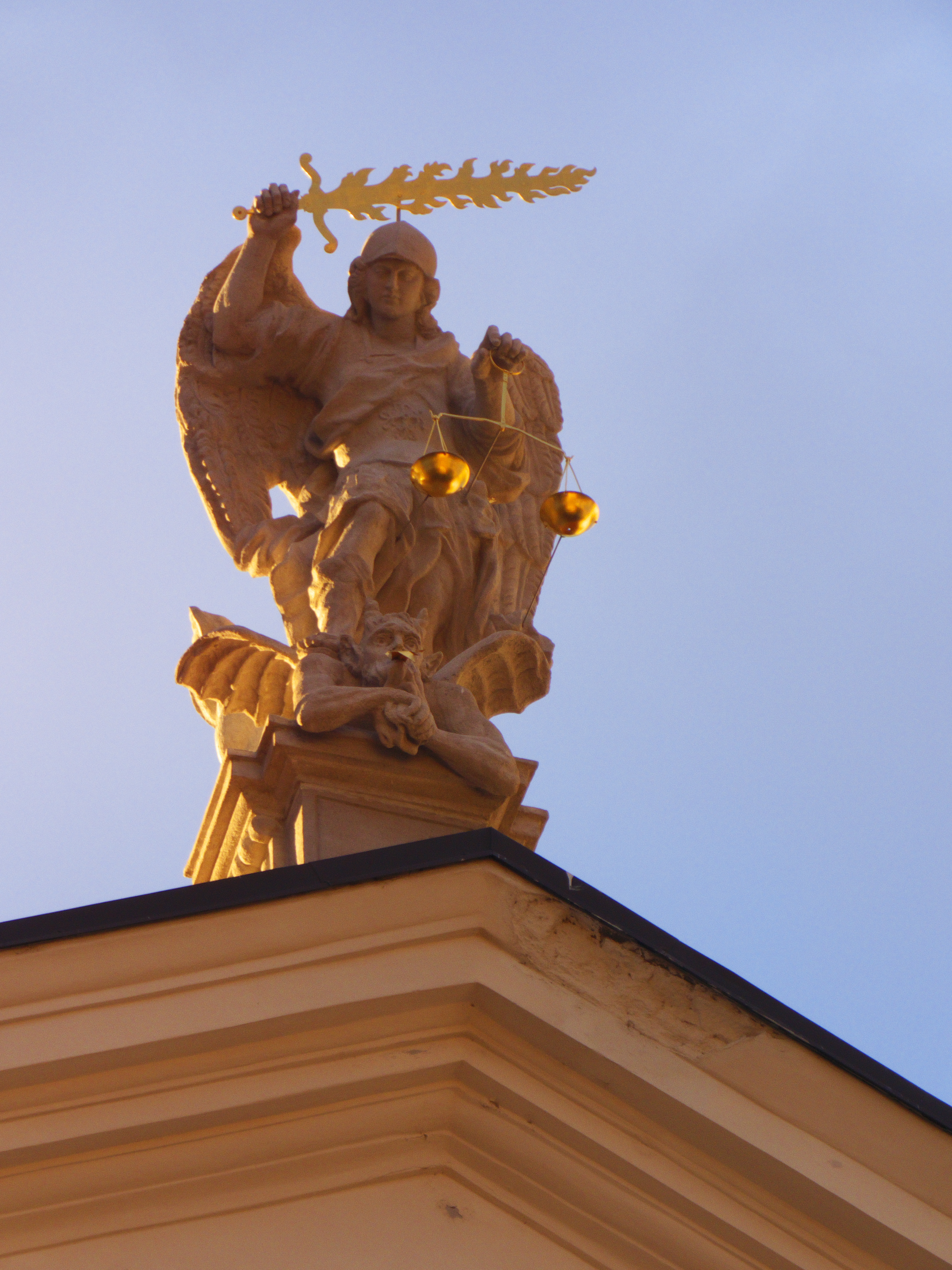
Socha archanděla Michaela

V roce 1728 byla na štít kostela umístěna monumentální socha archanděla Michaela, která vizuálně zvyšovala průčelí kostela. Na konci 20. století byla sňata, zrestaurována a po letech hledání vhodného prostoru umístěna do atria brněnského Justičního areálu. V roce 2011 byla na štít kostela umístěna věrná kopie původní sochy. Ta byla vyrobena z materiálu, který podstatně lépe odolává povětrnostním vlivům a poškozování od holubů.

## Kaple Božího hrobu

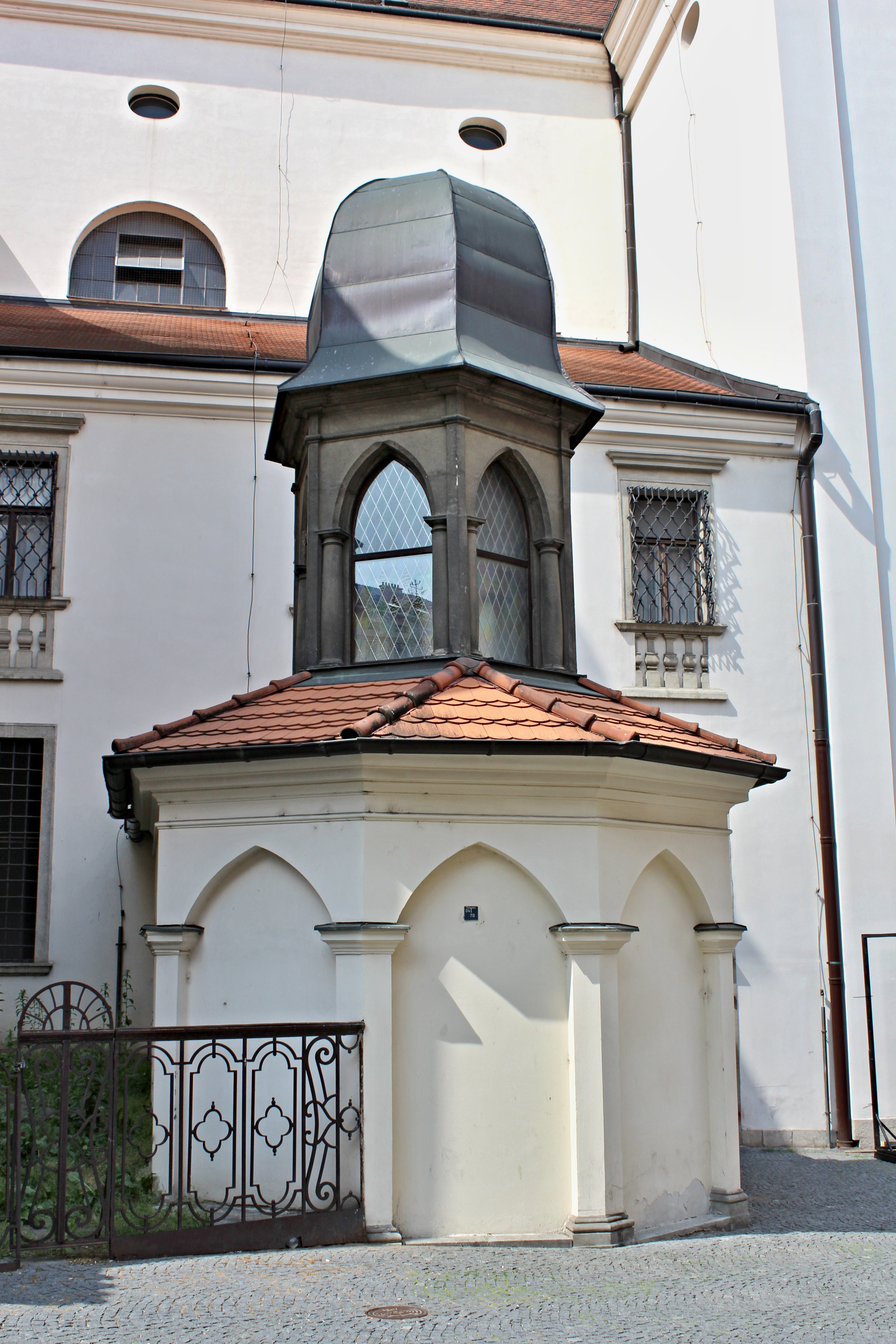
Kaple Božího hrobu při kostele sv. Michaela

Kaple Božího hrobu z roku 1707 se nachází u jižní stěny kostela v ulici Dominikánská. Svým průčelím je včleněna do jeho obvodové zdi. Má obdélný půdorys, který uzavírá polygonální presbytář o pěti stranách dvanáctiúhelníku. Na sedlové střeše se vypíná kamenná šestiúhelná baldachýnová edikula, která zastřešuje střed hrobové komory. Tato edikula patří svou velikostí k největším na Moravě. Kaple byla postavena podle vzoru jeruzalémské kaple uvnitř Chrámu Božího hrobu.
V roce 1905 byl prostor kaple upraven pro svatyni s oltářem Panny Marie Lurdské a tomuto zasvěcení slouží dodnes.